# 2004年夏季残疾人奥林匹克运动会捷克代表团
2004年夏季残疾人奥林匹克运动会捷克代表团是捷克派出的2004年夏季残疾人奥林匹克运动会代表团。获得16枚金牌、8枚银牌和7枚铜牌。